# Prix Amélie-Murat
Le prix francophone de poésie Amélie-Murat de la Ville de Clermont-Ferrand, est un prix littéraire qui récompense chaque année un recueil poétique manuscrit ou récemment publié.

## Historique

### Amélie Murat
Amélie Murat, née à Chamalières en 1882 a écrit des romans et des recueils de poésie couronnés notamment par l'Académie française, la Société des gens de lettres, etc. Elle a remporté entre autres le prix François Coppée et le prix de la Fondation Henri Bergson. Elle reçoit la Légion d'honneur en 1932. Elle décède à Clermont-Ferrand en 1940.

### Le Cercle et le prix Amélie-Murat
Le prix Amélie-Murat a été fondé en 1953 à l'initiative d'Hélène Angeletti (pseudonyme Hélène Jacques-Lerta) qui avait créé le Cercle dix ans auparavant en mémoire d'Amélie Murat. 
Ce concours a récompensé des poètes connus ou les premiers pas d'auteurs[source secondaire souhaitée] ; il contribue à la reconnaissance[réf. nécessaire] de jeunes poètes ou d'écrivains encore peu connus. En plus du prix proprement dit (doté de 800 €), le lauréat reçoit la médaille de la ville de Clermont-Ferrand.

## Liste des lauréats

### Années 2020
- 2025 : Estelle Fenzy pour Le Goût des merveilles (Corlevour, 2024)[2].
- 2024 : Élisabeth Chabuel pour Je suis le mur
- 2023 : Grégory Rateau pour Imprécations nocturnes
- 2022 : Selmy Accilien pour Un printemps qui finit à mes pieds et Hélène Miguet pour Comme un courant d'air
- 2021 : Murièle Modély pour User le bleu suivi de Sous la peau
- 2020 : Florentine Rey pour Le bûcher sera doux

### Années 2010
- 2019 : Michel Diaz pour Bassin versant
- 2018 : Chloé Landriot pour Un récit
- 2017 : Philippe Delaveau pour Invention de la terre[3]
- 2016 : Omar Youssef Souleimane pour La mort ne séduit pas les ivrognes[4]. Prix spécial : Arthur Yasmine pour Les Clameurs de la Ronde[5]
- 2015 : Maurice Chevaly pour Vie pour toi. Ex aequo avec Christian Le Roy pour L'île de Gaël
- 2014 : Françoise Bocquentin, pour Cantate pour une aurore
- 2013 : Élisabeth Launay-Dolet, pour Vision du visage et Stella Vinitchi Radulescu, pour À l'Écoute des ombres[6]
- 2012 : Carole Dailly, pour Héritage des silences
- 2011 : Irène Duboeuf, pour La trace silencieuse
- 2010 : Jackie Plaetevoet, pour limpidité du peu

### Années 2000
- 2009 : Ivan Solans, pour Les neiges écarlates
- 2008 : Émeric de Monteynard, pour Aux arbres penchés
- 2007 : Jean-François Agostini, pour D'aussi loin que nulle part. Ex aequo avec Marie-Paule Giuily, pour Les étoiles aiment et meurent aussi
- 2006 : François Fournet (pseud. Ila Gilarik), pour Rêve Inuit. Ex aequo avec Didier Lemaire, pour Ravaudage
- 2005 : Claude Albarede, pour Ajours
- 2004 : Jean-Christophe Vertheuil, pour Reflets de solitude
- 2003 : Cosimo Faïta, pour Altérité
- 2002 : Gilles Sicard, pour La bonne aventure
- 2001 : Jean-Louis Bernard, pour Les javelles du temps
- 2000 : George Laurence Hendel, pour Comme l'ombre et comme le vent

### Années 1990
- 1999 : Eliane Zunino-Gérard, pour Adagio pour des terres oubliées
- 1998 :
- 1997 : Béatrice Libert, pour Le bonheur inconsolé
- 1996: Catherine Bankhead, pour L'infini passage du jour
- 1995: Alain Le Faou, pour Fureurs d'épices
- 1994: Jean-Yves Lenoir, pour Les petits riens
- 1993: André Desthomas, pour Le Temps des solitudes
- 1992: Lyne Corbière-Friéra, pour Le Rose et le noir
- 1991: Émilie Montet, pour A l'orée du Cœur
- 1990 : Michel Santune, pour Les prisons étoilées

### Années 1980
- 1989 : Marie Chevallier, pour Fauvelle
- 1988 :
- 1987 : Anne-Marie de Backer, pour Idole improvisée
- 1986 : Jeanne Maillet, pour Chants magnétiques
- 1985 : Daniel Ancelet, pour Le jardin sur la mer ; (suivi de) Songes d'une nuit d'été
- 1984 : André Lo Celso, pour Poèmes en chemins
- 1983 : Andrée Petitbon, pour  Arche sacrée ou les Deux Amours
- 1982 : Anne Serre, pour Au vent des Quatre Saisons
- 1981 : Annick Campion-Guillaumet, pour Poèmes du souvenir.
- 1980 : Gilles Simonnet, pour A perdre cœur

### Années 1970
- 1979 : Yvonne Viviand, pour Les groseilles d'automne
- 1978 : Michel Beau, pour La Mieux-aimée
- 1977 : Jean Charles, pour Le Printemps des blessures. Ex aequo avec René Vignaux, pour Sur les crêtes du soleil
- 1976 : Charles Bory, pour Moyette-l' Enfant-soleil et la croix
- 1975 : Paulette Sarradet, pour Equinoxes
- 1974 : Bernard Aurore, pour Les Cieux déracinés
- 1973 : Micheline Dupray, pour Parfois l'herbe est trop douce
- 1972 : Hermine Venot-Focke, pour La Sirène océane
- 1971 : Gaston Bourgeois, pour Au-delà de la nuit[7]
- 1970 : Antoinette Dard-Puech, pour Le Chant de l'hippocampe

### Années 1960
- 1969 : Andrée Giroud-Abel, pour A plein de cœur
- 1968 : Solange Robert, pour Avant que meure cette rose
- 1967 : Jacqueline Debatte, pour Plus longtemps que l'oubli
- 1966 : Pierre Grosclaude, pour Comme une course étrange
- 1965 : Gaston Godfrin, pour Pays de vertes lunes
- 1964 : Claire du Tranoy, pour Au bord du temps
- 1963 : Blanche Messis, pour De ciel, de terre et d'eau
- 1962 : Jules Gille, pour Panier de pommes
- 1961 : Jean Vuaillat, pour Sacerdotales
- 1960 : Marie Cressac, pour Les ombres s'allongent....

### Années 1950
- 1959 : France Lambert, pour Les Vents contraires.
- 1958 : Delphine Marti, pour Des bêtes ensorcelées
- 1957 : Andrée Bourçois-Mace, pour Petites suites
- 1956 : Donegal (A.L. Des Garets), pour Heroïca
- 1955 : Denise Jallais, pour L'Arbre et la Terre. Ex aequo avec Marcel Brun, De l'haï-kaï au tanka
- 1954 : Marie-Thérèse Le Moign-Klipffel, pour Le jardin d'été
- 1953 : Jean Kobs, pour Les roses de la nuit